# Boholte Sogn
Boholte Sogn ist eine Kirchspielsgemeinde (dän.: Sogn) auf der dänischen Insel Seeland.
Bis 1970 gehörte sie zur Harde Ramsø Herred im damaligen Præstø Amt, danach zur Køge Kommune, die wiederum im Zuge der Kommunalreform zum 1. Januar 2007 in der erweiterten Køge Kommune als Teil der Region Sjælland aufgegangen ist.
Am 1. Januar 2023 lebten von den 38.588 Einwohnern der Stadt Køge 6679 Einwohner im Kirchspiel. Die „Boholte Kirke“ liegt auf dem Gebiet der Gemeinde.
Nachbargemeinden sind im Norden und Osten Køge Sogn sowie im Süden und Westen Herfølge Sogn.